# Kandahar
Kandahar este al doilea oraș din Afganistan, în termeni demografici, localizat în partea de SV a statului, pe valea râului Arghandab.
Important centru comercial pentru produse ca: ovine, bumbac, lână, mătase, Kandahar este deservit de un aeroport internațional.
În anul 330 BC, Alexandru cel Mare pune bazele orașului, care la vremea aceea purta numele de Alexandria Arachosias.